# Lípa (kraj zliński)
Lípa – gmina w Czechach, w powiecie Zlín, w kraju zlińskim. Według danych z dnia 1 stycznia 2012 liczyła 763 mieszkańców.
W latach 1961–1976 była częścią gminy Želechovice nad Dřevnicí i wraz z nią została potem częścią miasta Zlín do 1990 roku.
Zobacz też:
- Lípa